# Jay Silvester
L. Jay Silvester (ur. 27 sierpnia 1937 w Tremonton, w stanie Utah) – amerykański lekkoatleta, który specjalizował się głównie w rzucie dyskiem.
Czterokrotny uczestnik igrzysk olimpijskich: Tokio 1964 (4. miejsce), Meksyk 1968 (5. miejsce), Monachium 1972 (srebrny medal) oraz Montreal 1976 (8. miejsce). Pierwszy człowiek, który rzucił dyskiem ponad 60 metrów (60,56 – 11 sierpnia 1961, Frankfurt nad Menem). Brązowy medalista igrzysk panamerykańskich (Meksyk 1975). Pięciokrotnie zdobywał złote medale mistrzostw kraju. W 1968 wywalczył złoto międzynarodowych mistrzostw Australii zarówno w rzucie dyskiem jak i w pchnięciu kulą, w której to konkurencji jak większość dyskoboli startował treningowo. Sześciokrotny rekordzista Stanów Zjednoczonych oraz czterokrotny rekordzista świata. W 1971 roku udało mu się, jako pierwszemu w historii, przekroczyć barierę 70 metrów, jednak jego rezultat nie został ratyfikowany jako rekord świata. Po zakończeniu kariery podjął pracę nauczyciela wychowania fizycznego.

## Rekordy życiowe
- rzut dyskiem – 70,39 m (1971)
- pchnięcie kulą – 20,01 m (1971)